# Novolukoml
Novolukoml o Novalukoml (bielorruso: Но́валуко́мль; y ruso: Новолуко́мль) es una ciudad subdistrital de Bielorrusia, ubicada en el raión de Chashniki en la provincia de Vítebsk.
Se conoce la existencia del lugar desde 1463 como un área rústica del Gran Ducado de Lituania. Desde 1964 alberga la central eléctrica de Lukoml, una central termoeléctrica que funciona con gas natural. La actual localidad se fundó en 1964 junto con dicha central. Adquirió estatus urbano el 31 de julio de 1970.
En 2010 tiene una población de 13 800 habitantes.
Se ubica en el sur de la provincia, a orillas del lago Lukoml en el límite con la provincia de Minsk.